# Alabama Angels
Alabama Angels war ein kurzlebiges US-amerikanisches Frauenfußball-Franchise mit Sitz in Alabama.

## Geschichte
Das Franchise stieg zur Saison 1996 in den Spielbetrieb der USL W-League ein. In ihrer ersten Saison schloss das Team mit neun Punkten auf dem achten Platz der East Region ab. In der Folgesaison gelang dann mit sechs Punkten nur noch ein siebter Platz und damit letzter Platz in der South Division. So nahm die Mannschaft in der Saison 1998 nur noch an der schwächeren W-2 Division innerhalb der Liga teil. Dort belegte man mit sechs Punkten noch einmal in der South Division den dritten Platz. Nach der Saison löste sich das Franchise auf.